# 구리모토정
구리모토정(栗源町)은 지바현 가토리군에 존재했던 정이다. 2006년 3월 27일에 사와라시, 야마다정, 오미가와정과 합병 (신설합병)해 가토리시가 되었다.
나리타 공항에서 차로 20분 정도 떨어진 곳에 위치한 인구 5천명 정도의 작은 마을. 베니코마치(고구마)가 유명하며, 매년 개최되는 구리겐 고향 축제에서 일본 제일의 군고구마 광장이 큰 인기를 끌고 있다. 특산품은 베니코마치와 고구마 소주로, 휴게소에서 판매되고 있다.

## 역사
- 1889년 4월 1일 - 정촌제 시행에 의해 구리모토촌이 성립하였다.
- 1924년 4월 10일 - 정으로 승격해 구리모토정이 되었다.
- 2006년 3월 27일 - 사와라시, 야마다정, 오미가와정과 합병해 가토리시가 신설되어, 동일 구리모토정은 폐지되었다.

## 교통

### 도로
주요 지방도
- 지바현도 제16호선
- 지바현도 제44호선
- 지바현도 제56호선
- 지바현도 제70호선

도도부현도
- 지바현도 제114호선
- 지바현도 제120호선
- 지바현도 제125호선